# Lent de Barlow

Augment de la imatge amb Barlow (verd) i sense Barlow (vermell).

La lent de Barlow, que rep el seu nom en honor del matemàtic Peter Barlow, és una lent divergent que, quan s'usa amb un altre conjunt de lents, permet multiplicar la focal d'un telescopi en funció de la relació indicada pel fabricant (2x, 3x, etc.). Una lent de Barlow no és l'únic element de cristall, ja que generaria aberració cromàtica i aberració esfèrica. Configuracions més comunes utilitzen tres o més elements per a la correcció acromàtica o per a la correcció apocromàtica necessàries per obtenir una major qualitat d'imatge.

## Ús en telescopis

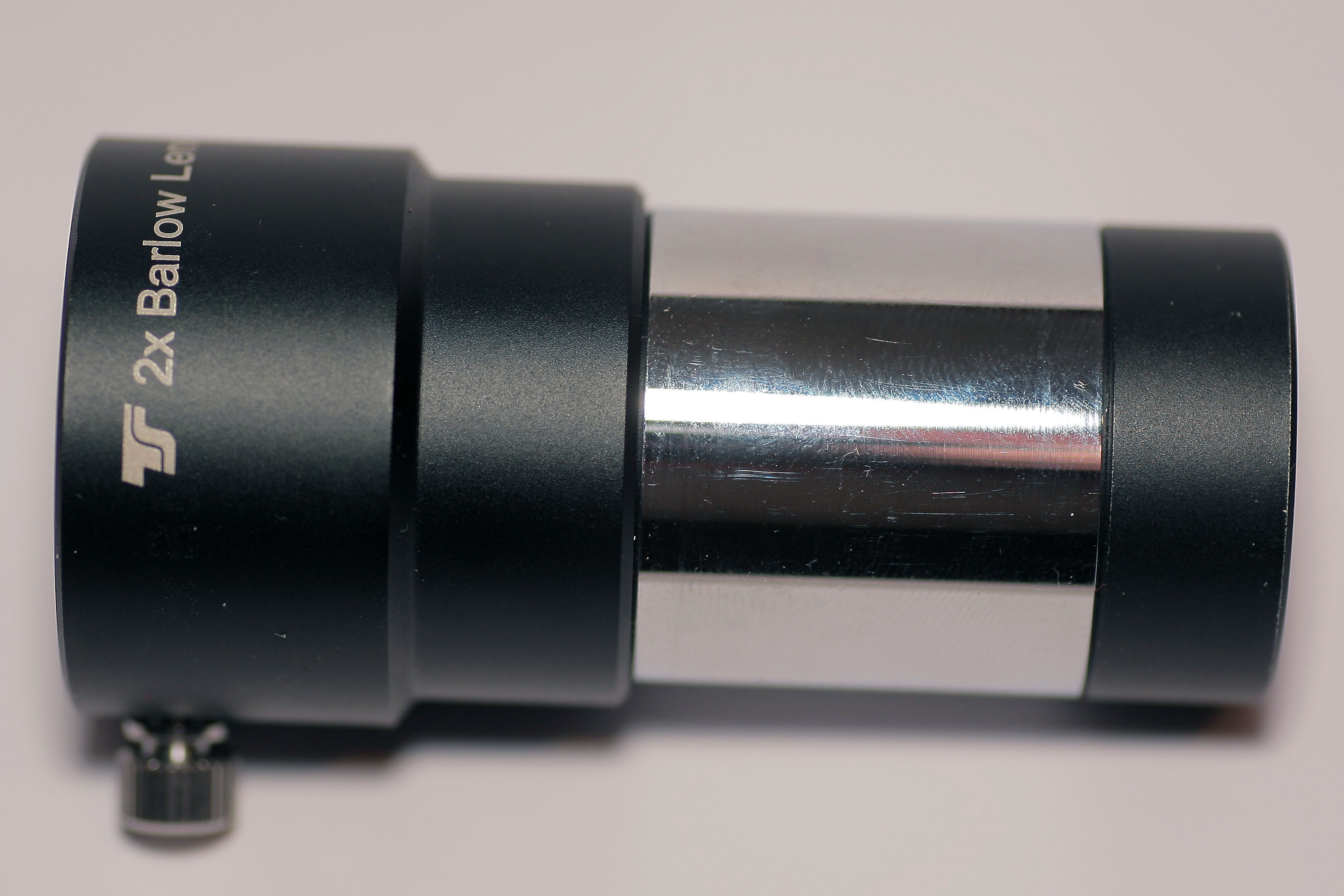
Lent de Barlow d'ús astronòmic

En l'ús astronòmic s'ha de col·locar immediatament abans d'un ocular per a disminuir efectivament la longitud focal de l'ocular per la quantitat de divergència de la Lent de Barlow. L'augment proporcionat per un telescopi i l'ocular és igual a la distància focal del telescopi dividida per la longitud focal de l'ocular, això té l'efecte d'augmentar la magnitud de la imatge.
Les lents de Barlow d'ús astronòmic estan classificades segons el grau d'ampliació que indueixen. Les lents de Barlow més comunes són 2x o 3x però també hi ha lents de Barlow ajustables. La potència d'una lent de Barlow ajustable es modifica afegint un tub d'extensió entre la lent de Barlow i l'ocular per a augmentar l'ampliació.

## Ús en fotografia
La variació de la lent de Barlow utilitzada en la fotografia és el teleconvertidor el qual va ser adaptat per a poder ser utilitzat en càmeres. Els més usats són els augments 1.4x i 2x.

## Ús en microscopis
En la microscòpia la lent de Barlow s'utilitza per a augmentar la distància de treball i reduir la ampliació. Les lents són muntades davant de l'objectiu del microscopi. Les lents estàndard són 2× que disminueix la distància de treball per la meitat i augmenta la ampliació, 0,75× que augmenta la distància de treball proporcional a la 0.75 i disminueix l'augment de manera similar. A 0.5× es doblaria la distància de treball i es reduiria l'augment a la meitat.